# Tropidophorus thai
Tropidophorus thai — вид сцинкоподібних ящірок родини сцинкових (Scincidae). Мешкає в Таїланді.

## Поширення і екологія
Tropidophorus thai мешкають на північному заході Таїланду, в горах Шанського нагір'я у провінціях Чіангмай і Мехонгсон, а також, можливо, в сусідніх районах бірманського штату Шан. Вони живуть у вологих тропічних лісах, серед скель на берегах струмків. Зустрічаються на висоті від 5 до 700 м над рівнем моря.